# Клингер, Густав Гаспарович
Густа́в Гаспа́рович Кли́нгер (нем. Gustav Klinger; 1876—1937/1943) — деятель коммунистического движения, один из основателей Автономной области немцев Поволожья.

## Краткая биография
Во время Первой мировой войны попал в Россию как военнопленный. С 1917 года член Союза немцев-социалистов Поволожья и РСДРП(б). В 1918—1919 годах — член коллегии Комиссариата по делам немцев Поволжья, его представитель при Народном комиссариате по делам национальностей РСФСР. В 1918 году был арестован саратовским отделом ВЧК по подозрению в контрреволюционной деятельности. Правда, через несколько дней, после неоднократных требований Поволжского комиссариата, по личному указанию председателя Саратовского Совета Антонова-Саратовского был освобожден.
После Первого конгресса Коминтерна (март 1919 года) — член Бюро ИККИ (до 1920), управляющий делами Коминтерна (до 1921 года). В 1920—1924 годах работник Наркомата по делам национальностей. В 1925—1931 годах заведующий отделом национальностей и заведующий секретариатом президиума ВЦИК. В начале 1930-х — торговый представитель СССР в Эстонии
Репрессирован по так называемому делу о подпольной националистической фашистской организации Республики немцев Поволжья. Погиб, по разным данным, в 1937 или 1943 годах.